# Vila Boa de Quires e Maureles
Vila Boa de Quires e Maureles é uma freguesia portuguesa do município de Marco de Canaveses, com 19,33 km² de área e 3460 habitantes (censo de 2021). A sua densidade populacional é 179 hab./km².

## História
Foi criada aquando da reorganização administrativa de 2013, resultando da agregação das antigas freguesias de Vila Boa de Quires e Maureles.

## Demografia
A população registada nos censos foi:
| Distribuição da População por Grupos Etários | Distribuição da População por Grupos Etários | Distribuição da População por Grupos Etários | Distribuição da População por Grupos Etários | Distribuição da População por Grupos Etários | Distribuição da População por Grupos Etários |
| -------------------------------------------- | -------------------------------------------- | -------------------------------------------- | -------------------------------------------- | -------------------------------------------- | -------------------------------------------- |
| Antes da agregação                           |                                              |                                              |                                              |                                              |                                              |
| Ano                                          | 0-14 anos                                    | 15-24 anos                                   | 25-64 anos                                   | >= 65 anos                                   | Total                                        |
| 2001                                         | 1004                                         | 697                                          | 1951                                         | 385                                          | 4037                                         |
| 2011                                         | 762                                          | 578                                          | 2012                                         | 502                                          | 3854                                         |
| Após a agregação                             |                                              |                                              |                                              |                                              |                                              |
| Ano                                          | 0-14 anos                                    | 15-24 anos                                   | 25-64 anos                                   | >= 65 anos                                   | Total                                        |
| 2021                                         | 475                                          | 466                                          | 1897                                         | 622                                          | 3460                                         |